# Indie pop
Indie pop – styl muzyczny łączący elementy różnych awangardowych gatunków, który narodził się w latach 80. XX wieku w Wielkiej Brytanii. Piosenki w tym stylu nagrywane są często w niewielkich studiach należących do niezależnych wytwórni muzycznych.
Przykładem wykonawcy grającego w tym stylu jest szkocki zespół Camera Obscura.